# Агиос Ермолаос
Агиос Ермо̀лаос (на гръцки: Aγιος Ερμόλαος; на турски: Şirinevler) е село в Кипър, окръг Кирения. Според статистическата служба на Северен Кипър през 2011 г. селото има 427 жители.
Де факто е под контрола на непризнатата Севернокипърска турска република.